# Lac Sainte-Anne (Hautes-Alpes)
Pour les articles homonymes, voir Sainte-Anne et Lac Sainte-Anne.

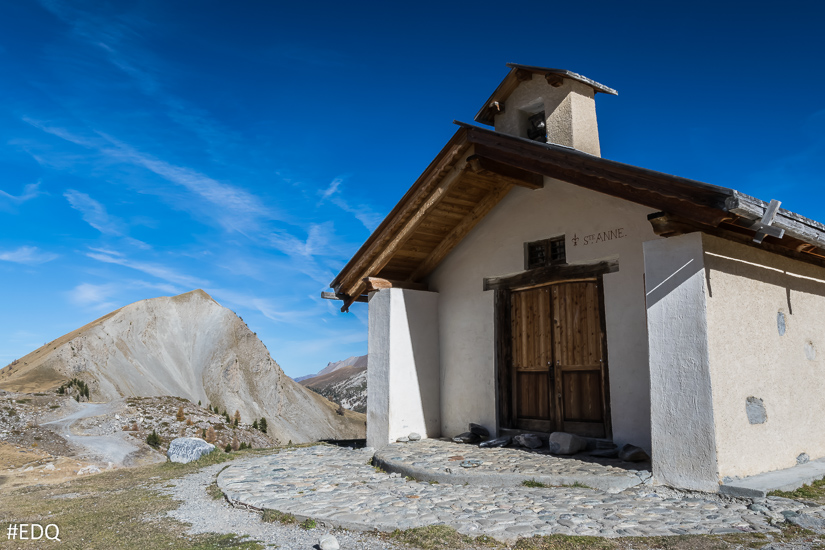
La chapelle

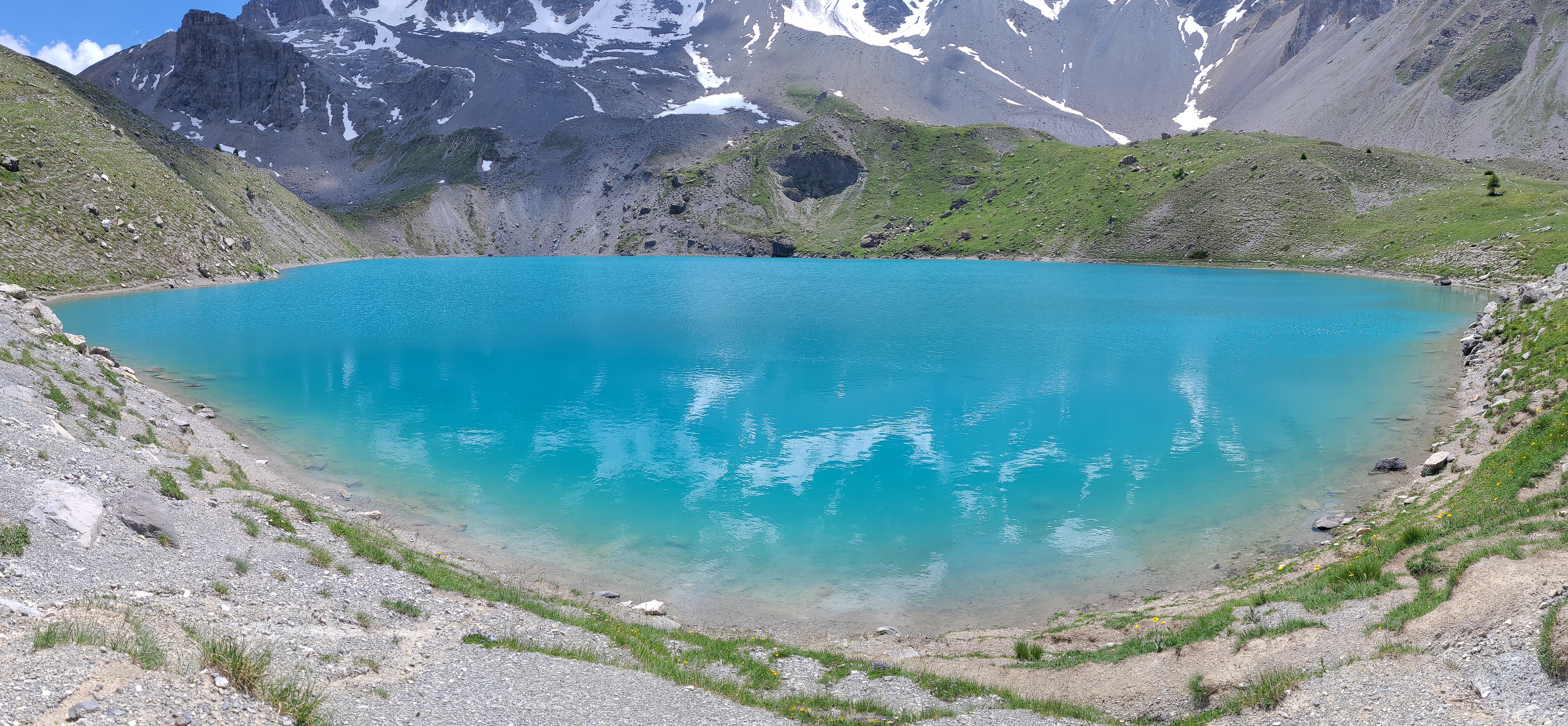
Lac Sainte-Anne rempli au début de l'été. On note un niveau plus élevé qu'avant la fonte comme en témoigne les gros blocs rocheux à droite.

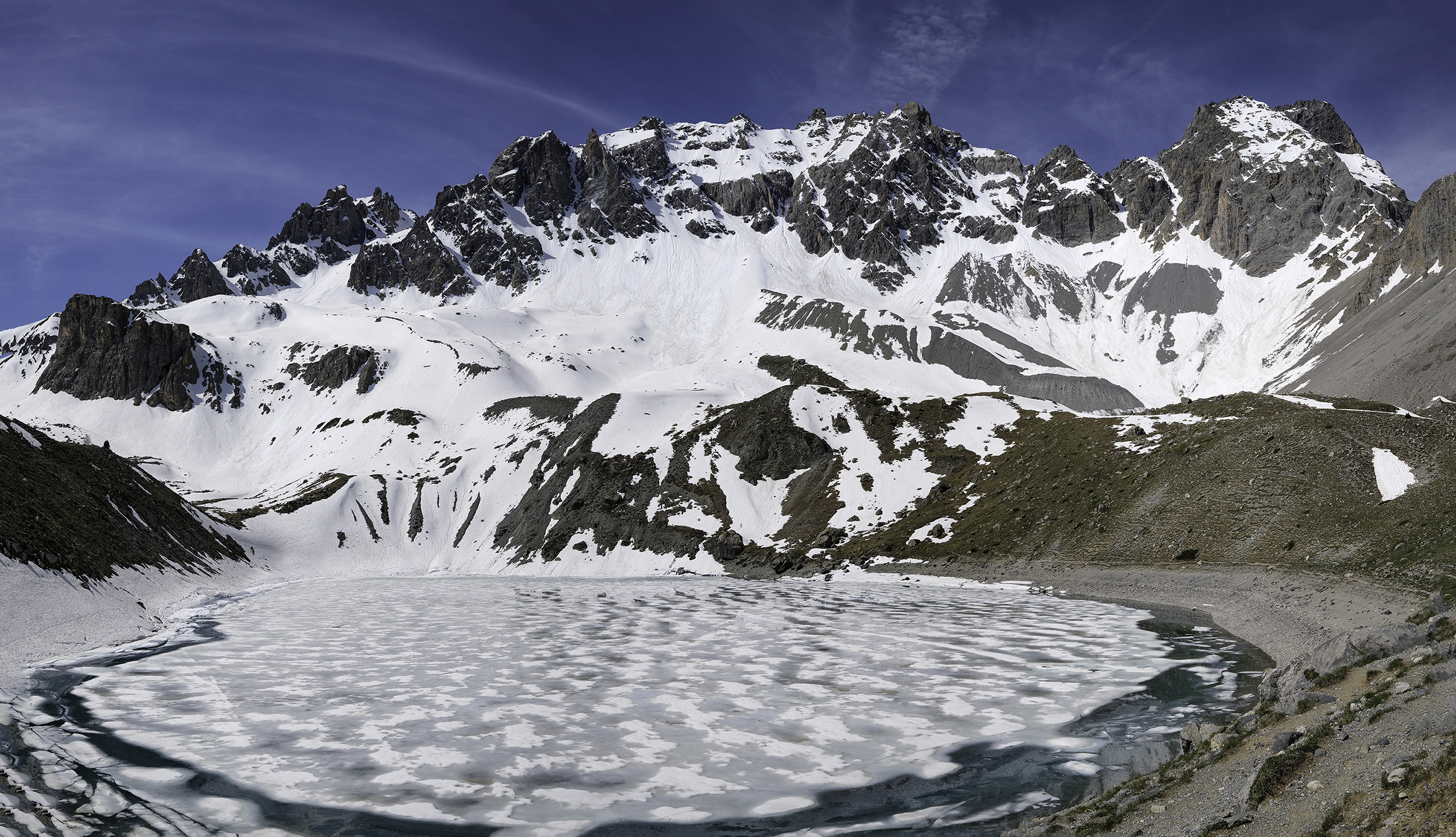
Lac Sainte-Anne glacé avant la fonte.

Le lac Sainte-Anne est un lac de montagne localisé sur la commune de Ceillac, au sud du parc naturel régional du Queyras, dans les Hautes-Alpes. Il est situé à 2 414 m d'altitude, au pied du Pic Nord de la Font Sancte, et au-dessus de ses voisins, le lac Miroir et le lac des Rouites.
Avec sa superficie de 8.5 ha, le lac Sainte-Anne est le plus grand lac du Queyras. Ce lac est du à un surcreusement glaciaire avec constitution d'une épaisse moraine frontale, mais ne possède pas de déversoir car ses eaux s'infiltrent directement dans le barrage morainique perméable.
La chapelle dédiée à Sainte-Anne est bâtie sur la moraine, un pèlerinage annuel, lié au sauvetage inespéré de deux jeunes bergers, est organisé le 26 juillet de chaque année depuis le XVIIe siècle.

## Accessibilité
Le lac Sainte-Anne est accessible par deux randonnées, pour y accéder : 
On peut partir du parking de Chaurionde, à 1967 mètres d'altitude, et atteindre le lac après 3,16 kilomètres de randonnée et 447 mètres de dénivelé positif.
Un autre chemin pour y accéder part du parking de la station de Ceillac, à 1697 mètres d'altitude. Après une randonnée de 5,25 kilomètres et 717 mètres de dénivelé positif, on parvient au lac Sainte-Anne.

## Description
Sa morphologie sous-marine a été analysée par sondage en 1950, tandis que les études de Michel Evin (1983) se concentraient sur les glaciers rocheux.
La campagne de mesures acoustiques en juin 2025 a permis d'affiner la connaissance du lac : ainsi il se confirme que le lac est constitué de 2 bassins principaux et d'une profondeur maximale de 23 mètres. Une source subaquatique (- 20 mètres) participe à l'alimentation du lac.
Le faible remplissage sédimentaire (2 mètres) suggère une formation récente, bien plus  que le lac Miroir, 200 mètres plus bas en cours de comblement (8 m de sédiments).
Une nouvelle campagne de mesure est prévue pour l'été 2026 avec une bathymétrie complète, des carottages sédimentaires pour une datation précise du lac (carbone 14), la recherche des alimentations ainsi que des exutoires subaquatiques (Car on ne connait pas précisément les infiltrations dans les couches géologiques tectonisées de la moraine).